# Долна-Крушица
Долна-Крушица (болг. Долна Крушица) — село в Благоевградской области Болгарии. Входит в состав общины Петрич. Находится примерно в 19 км к западу от центра города Петрич и примерно в 68 км к югу от центра города Благоевград. По данным переписи населения 2011 года, в селе  проживало 194 человека, преобладающая национальность — болгары.

## Население
| Год     | 1934 | 1946 | 1956 | 1965 | 1975 | 1985 | 1992 | 2001 | 2011 |
| ------- | ---- | ---- | ---- | ---- | ---- | ---- | ---- | ---- | ---- |
| Жителей | 212  | 269  | 376  | 434  | 413  | 367  | 298  | 235  | 194  |

|  |